# 대서양수염상어
대서양수염상어는 수염상어목의 너스상어과의 상어이다. 영어 명칭을 따라 너스상어로 불리기도 한다.

## 특징
움직임이 느리며, 4.5m까지 자란다. 열대와 아열대의 얕은 바다의 산호초에서 살며, 다른 상어와 달리 아가미로 물을 펌프질할 수 있다. 따라서 계속 헤엄치고 있지 않아도 되며, 바다 밑바닥에서 움직이지 않고 가만히 있기도 한다. 심해어·게·가재·성게·새우 등을 먹으며 사람을 공격하기도 한다. 하지만 상대적으로 인간에 끼치는 위협정도는 낮은 편이다.

## 같이 보기
- 백상아리